# Eduard Ætheling
Eduard Ætheling oder Edward the Exile (* 1016; † Februar 1057) war der Sohn des englischen Königs Edmund Ironside und der Ealdgyth. Er erhielt den Beinamen „Exile“, da er den größten Teil seines Lebens außerhalb Englands verbrachte. Den Beinamen „Ætheling“ trug er als Sohn eines Königs.
Er war erst einige Monate alt, als er von Knut dem Großen nach Dänemark gebracht wurde, um dort ermordet zu werden. Er wurde jedoch heimlich nach Kiew gebracht, von wo aus er nach Ungarn kam.
Als Eduard der Bekenner, Stiefsohn Knuts und Halbbruder Edmund Ironsides, hörte, dass sein Neffe Eduard Ætheling lebt, rief er ihn nach England zurück und setzte ihn als seinen Erben ein. Eduard starb jedoch wenige Monate später, wodurch ein Nachfolgestreit ausgelöst wurde, der schließlich in die Normannische Eroberung Englands mündete.
Eduards Ehefrau war Agatha, Tochter König Stephans von Ungarn und Giselas von Bayern. Ihre Kinder waren Edgar Ætheling, Margareta von Schottland und Christina, die Tante und Erzieherin der späteren englischen Königin Edith von Schottland.
Siehe auch: Haus Wessex